# إدمان الإباحية
إدمان الإباحية هو الحالة التي تسيطر فيها الرغبة على الإنسان لمشاهدة المرئيات المثيرة للغريزة الجنسية، سواء كانت تلك المرئيات صورًا أو أفلامًا أو مواقعَ إنترنت. يتميز المدمن برغبة شديدة إلى النظر إلى الأعضاء التناسلية للجنس المفضل له أو مشاهدة العملية الجنسية بشكل مصور، وعادة ما يقضي المدمن ساعات طويلة بشكل يومي أو شبه يومي في المشاهدة. وقد اختلفت بعض المصادر فيما أن هذه الحالة تعتبر إدماناً حقيقيًا أم لا، إلا أن بعض الباحثين أكدوا على خطورة هذا النوع من السلوك بوصفه شديد الخطورة على الدماغ البشري.
هنالك العديد من الحوادث التي أثبتت أن الإباحية المصورة قد تغير في سلوك المتلقي وتدفعه أحياناً إلى العنف الجنسي أو الشذوذ الجنسي أو الاغتصاب أو العزلة أحياناً، ومن الشائع تسمية هؤلاء باسم ضحايا الفكر الجنسي.
لا يوجد سبب واضح لهذه الحالة سوى سهولة الوصول إلى تلك المصادر في الوقت الحالي وخصوصاً عن طريق الانترنت.

## الجوانب الجسدية

### كيف تغير الإباحية كيمياء الدماغ
يقوم الدماغ البشري ببعض الاختصارات. عادة، عندما يقوم الإنسان بشيء صحي، أو أن يكون لبي حاجة في نفسه، يرسل الدماغ كميات صغيرة من المواد الكيميائية التي تجعل الإنسان يشعر بالسعادة والفرح والارتياح والإثارة والرضا وأشياء من هذا القبيل. ولكن قد يقوم الفرد باستخدام اختصارات ليشعر على نحو أفضل، مثل المخدرات أو الكحول والقمار والجنس والطعام أو اتخاذ مخاطر ضخمة. ذلك يؤدي إلى خداع الدماغ فيؤدي الي إرسال كميات كبيرة جدا من هذه المواد الكيميائية، لأنها تحفز بشكل مباشر مسارات اللذة في الدماغ. ولكن في المقابل، تجعل الإنسان أكثر عرضة لخطر الإصابة بالإدمان.
توضح هذه المقارنة جنبا إلى جنب الفرق بين إدمان المواد المخدرة وإدمان المواد الإباحية. أظهر العلم الحديث أن ردة فعل الدماغ والجسم عندما يصير شخص ما مدمنا على الإباحية هي مشابهة إلى حدٍ كبير إلى ردة فعل الجسم للإدمان على المخدرات.
| إدمان المخدرات | إدمان المواد الإباحية |
| --- | --- |
| عند استخدام المخدرات القوية مثل الكوكايين أو الهيروين، ويتم الافراج عن كميات كبيرة من الدوبامين، وغيرها من المواد الكيميائية الطبيعية في الجسم في الدماغ عند تناول الدواء. هذا يمنح إحساساً بالنشوة لأنها تضغط بشكل زائد عن الحد على مركز اللذة في الدماغ. | عندما يتم عرض المواد الإباحية، فإن كميات كبيرة من الدوبامين، وغيرها من المواد الكيميائية الطبيعية في الدماغ يتم إفرازها عند رؤية الصورة (المحفز). مما يمنح الإحساس بالنشوة بسبب الكميات الهائلة من الدوبامين المرسلة إلى الدماغ في تلك اللحظة. |
| يتكيف الدماغ مع هذه الكمية الزائدة بسبب المخدرات لذا تحتاج في المرات المقبله لكميات أكبر، ومزيد من التنوع خلال فترة زمنية أقل للحصول على نفس الاندفاع والنشوة.                                                                                            | يتمكن الدماغ من التكييف (تحمل المحفز الخارجي) لذا يحتاج الشخص إلى المزيد من الصور والمزيد من التنوع، بشكل أكثر تواتراً للحصول على نفس الاندفاع.                                                                                                 |

## الجوانب الاجتماعية

### الإباحية والعلاقات مع الآخرين
من أهم التأثيرات السلبية لهذا النوع من الإدمان هو الانسحاب التدريجي للمدمن خارج مجتمعه. يتوقف عن ممارسة نشاطات معينة، عند ممارسة أي نشاط يشعر المدمن بضيق فتراه يريد انهاء ما بين يديه بأسرع ما أمكن كي يتسنى له معاقرة أحلامه وإدمانه في وقته ذاك. هكذا تنمو حالة التقوقع على الذات ولعل أبرز ما يسبب هذه الحالة هو التعب الجسدي المرافق لحالة الإدمان على الإباحية المصورة. ممارسة العادة السرية أكثر من الحد الطبيعي هو أمر تراه شبه مألوف في حياة المدمن اليومية.
عدم الرغبة في ممارسة نشاطات أخرى في اوقات الفراغ عدا الاباحية وممارسة العادة يورث الجسم حالة من التعب المفرط وخاصة إذا ترافق الإدمان مع انخفاض الرغبة للطعام.
شرود الذهن وقلة التركيز، انخفاض القدرة على التذكر وصعوبة في استقبال المعلومات والحفظ، هي أحد الآثار الجانبية لهذا الإدمان. فكل هذه الأسباب مجتمعة مع انخفاض مستوى قدرة الجسم على الأداء تؤدي بالمريض إلى فقد الكثر من مفاتيح علاقاته الاجتماعية «في مراحل متقدمة»
من الجدير بالذكر هنا ان هذا الإدمان هو إدمان متنام، أي أن الدماغ سوف يطلب المزيد من التنوع في المادة الإباحية والمزيد من الوقت المخصص لها، وذلك نتيجة الزيادة من كميات مادة الدوبامين والتي يعتاد الدماغ عليها مرة بعد مرة، فكلما اعتاد طلب المزيد وهنا يكمن خطر الإدمان على محيط الشخص إذ يأسره ويريد الاستحواذ على وقته بشكل متزايد دوما.

## الجوانب السلوكية

### خروج استهلاك المواد الإباحية عن السيطرة
كما أن الصبر هو سر الصياد الماهر في اصطياد فريسته، فإن صانعي المواد الإباحية يدركون هذا جيِّدًا بطبيعة الحال. الطعم صورة أو اثنتين على شاشة الكمبيوتر على أمل أن نلقي نظرة خاطفة عليها. قد لا يحصل الإدمان مع نظرة واحدة، ولكن مروجي الإباحية يعرفوا أنه بعد نقرة واحدة فقط، احتمال أن تعود الفريسة كبير. وهم يعرفون أيضًا أنه إذا واصلتم العودة يوم بعد يوم، هنا، قد حصلوا علي بغيتهم. ماذا سيحدث بعد ذلك؟ عليك أن تذهب إلى مدى أبعد من أجل تلبية الحاجة، تشعر أنك بحاجة لعرض مزيد من المواد الإباحية. بشكل تدريجي، كل تلك الأشياء التي هي مهمة جدًّا في حياتك الآن، عائلتك، الأصدقاء، المدرسة، والرياضة، والعمل، وحريتك؟ سوف تأخذ تلك ببطء المقعد الخلفي لتحل محلها إدمان الاباحية.ذلك كي يحاول الدماغ أن يرضي الشغف الخاصة به.
يشار أحيانا إلى المواد الإباحية التي يتم الحصول عليها عن طريق الإنترنت باسم «الميم الثلاثية» لأنها (متاحة) أي يمكن الوصول إليها بسهولة،(معقولة) التكلفة، (مجهولة) فقد لا يدري أحد من وراء الشاشة يشاهد هذه المواد. وبعبارة أخرى، فإنه من السهل على أي شخص أن يقع في الفخ.
عند بدء تشغيل أول عرض للمواد الإباحية، يبدو الأمر أسهل على التوقف. ولكن بسبب التفاعلات الكيميائية التي تحدث في الدماغ، والتي يتشابه تأثيرها إلى حد كبير بـالمواد المخدرة، كلما زاد الاستهلاك كان من الصعب كسر هذه العادات إلى درجة يجعل الإنسان يتلهف إلى الإباحية إلى النقطة التي يفقد السيطرة علي نفسه. ويسمى هذا السلوك الإدمان القهري compulsivity، وهو «فقدان الحرية في اختيار وقف أو الانخراط في السلوك» (مصدر)
الناس الذين لديهم هذا السلوك القهري "غالبا ما ينفقون قدرًا كبيرًا من الوقت في التخيل، والتخطيط، أو التفكير في السلوك الجنسي. وقد يتحول إلى هوس بهذا النشاط والطقوس المحيطة به (مصدر).غالبا ما يدرك المدمن ان ما يفعله ضار، ولكن عندما يسقط في فخ الإدمان، يكون خارج سيطرتك. كل ما يمكن التفكير هو إرضاء الشغف الخاص به. يظهر عليه تأثير الانسحاب (withdrawal effects)، مثلما لو كانت المحاولة لإنهاء استخدام المخدرات الكيميائية (مصدر). وغالبا ما يدرك المدمن خطر هذا علي حياته الاجتماعية والأسرية والمهنية، ولكنه لا يستطيع مقاومة إغراء الاندفاع والنشوة المؤقتة التي تمنحه إياها المواد الإباحية. (مصدر)

### مراحل الإدمان وفقدان الأمل
كيف يمكنك أن تعرف إذا كنت قد عبرت الخط وأصبحت مدمنا؟ الإجابة الواحدة هي: كم عدد المرات التي تنظر إلى المواد الاباحية؟ شيء آخر هو: ما مقدار المخاطرة التي تنطوي عليها الأنشطة الجنسية الخاصة بك على الإنترنت؟(مصدر). إذا واصلت عرض الصور الإباحية على الرغم من أنها قد تضر علاقاتك مع من تحب، أو حتى ولو كنت معرض لخطر الفصل والطرد من عملك إذا ألقي القبض عليك في العمل وأنت تشاهد هذه المواد، في هذه الحالة فإن الإدمان هو من النوع القهري أو القسري.
يشير الدليل التشخيصي والإحصائي للاضطرابات العقلية (DSM-V) إلى مجموعة من السلوكيات التي من شأنها أن تؤهل الفرد أن يكون ممن يعانون اضطراب الإفراط الجنسي Hypersexual disorder).في الأساس، يشير الدليل أنه - وفقا للخبراء - إذا وجُد ما يلي:
- استخدام المواد الإباحية يؤثر علي الوقت الذي كان ينفق عادة على الأنشطة الهامة مثل الهوايات، والرياضة، والواجبات المنزلية، والوقت مع الأصدقاء أو العائلة، إلخ.
- تستخدم المواد الإباحية بشدة عند الشعور بالحزن، القلق، الملل، أو الغضب.
- استخدام المواد الإباحية وسيلةً لإدارة وتخفيف الضغط العصبي.
- المحاولة المستمرة والفشل في إيقاف استخدام المواد الإباحية.
- الإصرار على الاستمرار في استخدام المواد الإباحية حتى عند التأكد من أنه قد يؤذي الشخص نفسه أو الآخرين (وفقدان فرص العمل، والسلوكيات الجنسية الخطرة، إلخ).
- استخدامك للمواد الإباحية يسبب الضيق لنفسك أو الآخرين.

إذا كان الشخص يعاني هذه الأعراض فلابد أن يطلب العون والمساعدة. "الإنكار يلعب دورا هامًّا في السماح السلوكيات السلبية للتطور.يصبح الفرد في كثير من الأحيان غير قادر على رؤية التطور التدريجي لمشكلة السلوك بسبب التدرج. لذلك، طلب المعلومات من مصادر مطلعة، مثل شريك، يكون من المهم جدًّا في تقييم سلوك الإنسان.

## موقف الأديان والمذاهب الفكرية
يُحَرِّم الإسلام مشاهدة الأفلام والصور الإباحية والاستمناء بها لأنها  مدخل للزنى والفواحش المحرمة، ﴿وَلَا تَقْرَبُوا الزِّنَى إِنَّهُ كَانَ فَاحِشَةً وَسَاءَ سَبِيلًا ۝٣٢﴾ [الإسراء:32] 
المسيحية -أيضًا- تحرمها كما جاء في الإنجيل: إن كان أحد يفسد هيكل الله فسيفسده الله، لأن هيكل الله مقدس الذي أنتم هو. (1كو 3 : 17)

## العلاج
لا يوجد مصادر كافية عن علاج إدمان الاباحية، إلا أن العلاج النفسي وتقوية الإرادة الشخصية والبحث عن هوايات لسد وقت الفراغ هي أهم المقترحات. وينصح أيضاً بعدم الجلوس على الإنترنت في مكان منعزل واستخدام البحث الآمن.